# Lidia Alexeyeva
Pour les articles homonymes, voir Alexeïeva.
Lidia Vladimirovna Alexeyeva (en russe : Лидия Владимировна Алексеева, Lidia Vladimirovna Alekseïeva), née le 4 juillet 1924 à Moscou et morte le 26 juin 2014, est une joueuse de basket-ball soviétique. Elle fut ensuite sélectionneur de l'Union soviétique pendant 22 ans.
Alekseyeva est intronisée au Women's Basketball Hall of Fame en 1999. Puis au sein du FIBA Hall of Fame en 2007. Le 24 février 2012, Alekseyeva est nommée membre de la promotion 2012 du Naismith Memorial Basketball Hall of Fame et est officiellement intronisée le 7 septembre.

## Biographie
En tant que joueuse, Alekseyeva remporte le championnat d'URSS féminin avec l’équipe de MAI Moscou en 1947, 1951, 1954, 1955 et 1956, ainsi que la Coupe d'URSS en 1952. Tout en jouant avec l’équipe nationale d'URSS, elle remporte la médaille d’or à l’EuroBasket féminin, en 1950, 1952, 1954 et 1956.
Alekseyeva est ensuite devenue l’entraîneuse de l’équipe nationale féminine d’URSS pendant 22 ans, de 1962 à 1984, et l’équipe nationale remporte toutes les compétitions internationales auxquelles elle participe. Plus précisément, elle remporte la médaille d'or aux Jeux Olympiques de 1976 et 1980, les championnats du monde féminin FIBA en 1964, 1967, 1971, 1975 et 1983 (l’URSS boycotte le tournoi de 1979), et l’ensemble des titres d'EuroBasket féminin.
Son mari, Evgeni Alexeïev, est également un joueur et entraîneur de basket-ball.

## Palmarès

### Joueuse

#### Sélection nationale

##### Championnats d'Europe
- Médaille d'or aux Championnats d'Europe 1956,  Tchécoslovaquie
- Médaille d'or aux Championnats d'Europe 1954,  Yougoslavie
- Médaille d'or aux Championnats d'Europe 1952,  Union soviétique
- Médaille d'or aux Championnats d'Europe 1950,  Hongrie

##### Club
- Championne d'URSS en 1947, 1951, 1954, 1955 et 1956.
- Vainqueur de la Coupe d'URSS en 1952.

### Entraîneuse

#### Jeux Olympiques d'été
- Médaille d'or aux Jeux Olympiques de 1980 à Moscou,  Union soviétique
- Médaille d'or aux Jeux Olympiques de 1976 à Montréal,  Canada

#### Championnats du monde
- Médaille d'or aux Championnats du monde 1983,  Brésil
- Médaille d'or aux Championnats du monde 1975,  Colombie
- Médaille d'or aux Championnats du monde 1971,  Brésil
- Médaille d'or aux Championnats du monde 1967,  Tchécoslovaquie
- Médaille d'or aux Championnats du monde 1964,  Pérou

#### Championnats d'Europe
- Médaille d'or aux Championnats d'Europe 1983,  Hongrie
- Médaille d'or aux Championnats d'Europe 1981,  Italie
- Médaille d'or aux Championnats d'Europe 1980,  Yougoslavie
- Médaille d'or aux Championnats d'Europe 1978,  Pologne
- Médaille d'or aux Championnats d'Europe 1976,  France
- Médaille d'or aux Championnats d'Europe 1974,  Italie
- Médaille d'or aux Championnats d'Europe 1972,  Bulgarie
- Médaille d'or aux Championnats d'Europe 1970,  Pays-Bas
- Médaille d'or aux Championnats d'Europe 1968,  Italie
- Médaille d'or aux Championnats d'Europe 1966,  Roumanie
- Médaille d'or aux Championnats d'Europe 1964,  Hongrie
- Médaille d'or aux Championnats d'Europe 1962,  France